# نیروهای مسلح سودان
نیروهای مسلح سودان (عربی: القوات المسلحة السودانیة‎) نیروی نظامی جمهوری سودان هستند. شمار نیروهای این ارتش در سال ۲۰۱۱، توسط آی‌آی‌اس‌اس، ۱۰۹,۳۰۰ نفر برآورد شده است، پیش از آغاز جنگ داخلی سودان (۲۰۲۳–اکنون) در سال ۲۰۲۳، توسط سیا، ۲۰۰٬۰۰۰ نفر برآورد شد، و در سال ۲۰۲۴، توسط شبکه رسانه‌ای الجزیره، ۳۰۰٬۰۰۰ نفر اعلام شد.
در سال‌های ۲۰۱۶ تا ۲۰۱۷، نیروهای واکنش سریع (RSF) با ۴۰,۰۰۰ عضو در جنگ داخلی یمن (۲۰۱۴–اکنون) مشارکت داشتند که از این تعداد ۱۰,۰۰۰ نفر تا اکتبر ۲۰۱۹ به سودان بازگشتند. تا سال ۲۰۲۵، نیروهای مسلح سودان و نیروهای واکنش سریع همچنان در جنگ داخلی سودان (۲۰۲۳–اکنون) با یکدیگر درگیر هستند.